# La Romagne (Maine-et-Loire)
La Romagne é uma comuna francesa na região administrativa da Pays de la Loire, no departamento de Maine-et-Loire. Estende-se por uma área de 16,11 km². Em 2010 a comuna tinha 2 001 habitantes (densidade: 124,2 hab./km²).